# 斯塔萬格主教座堂

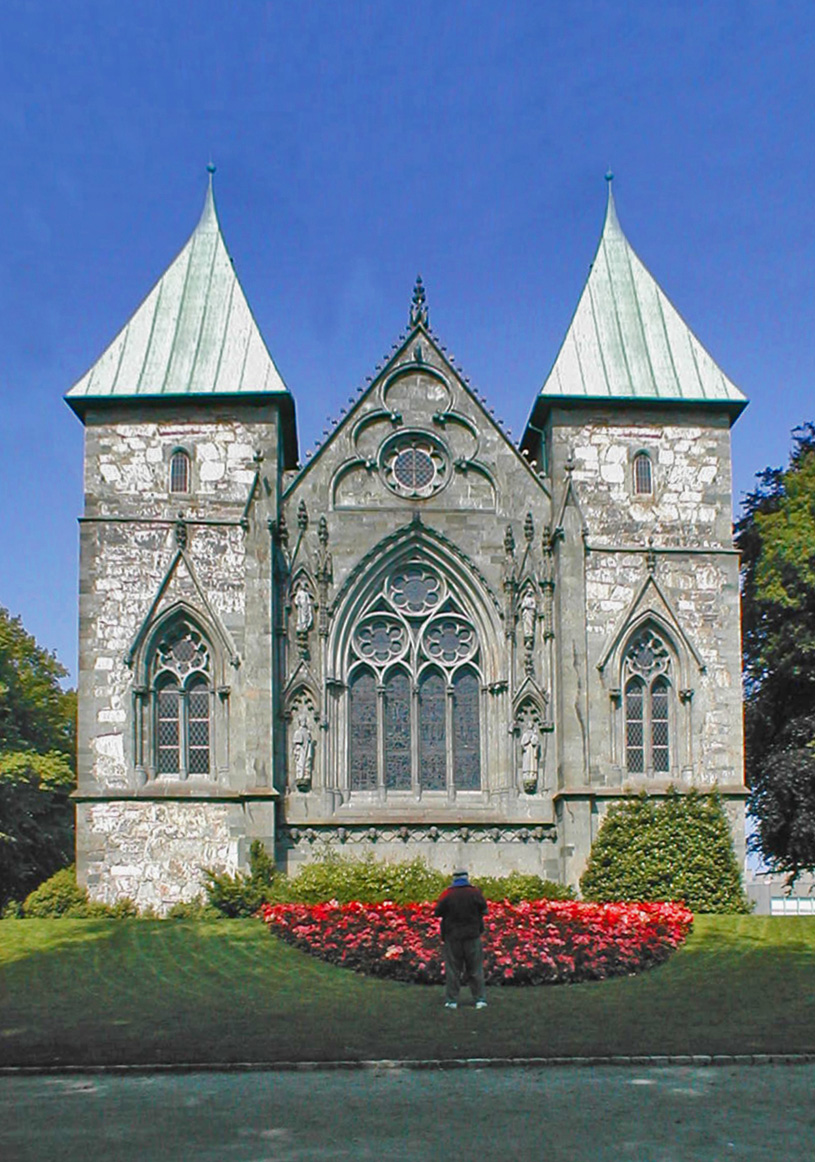

斯塔萬格大教堂（Stavanger domkirke）是位於挪威城市斯塔萬格市中心的一座教堂。

## 历史
斯塔萬格大教堂是挪威歷史最古老的大教堂。斯塔萬格大教堂修建於約1100年時，大約在1150年時竣工。